# Megakles (Architekt)
Megakles (altgriechisch Μεγακλῆς) war ein antiker Architekt des frühen 5. Jahrhunderts v. Chr.
Laut Pausanias (6, 19, 7) erbaute er zusammen mit Pothaios und Antiphilos im Heiligtum von Olympia das Schatzhaus der Karthager, das sich neben dem Schatzhaus der Sikyonier befunden haben soll. Pausanias meinte an dieser Stelle wohl das Schatzhaus der Syrakusaner und nicht der Karthager. Denn das Schatzhaus barg seiner weiteren Ausführung folgend ein sehr großes Bildnis des Zeus und drei linnene Brustplatten, die Gelon und die Syrakusaner nach einer gewonnenen Schlacht gegen die Karthager – aus archäologischen und historischen Gründen kann nur die Schlacht bei Himera 480 v. Chr. gemeint sein – dem Zeus geweiht hatten.